# Jason McAteer
Jason McAteer (Birkenhead, 18 juni 1971) is een voormalig Iers voetballer, alhoewel geboren in het Engelse Birkenhead. Over het algemeen speelde hij op het middenveld. McAteer kon zowel links op het middenveld als centraal goed uit de voeten. Daarnaast speelde hij ook regelmatig als linksback of linksbuiten. In zijn carrière speelde Jason McAteer voor vijf Engelse profclubs. De grootste daarvan was Liverpool F.C., eind jaren 90. In 2007 sloot hij zijn professionele voetbalcarrière af bij Tranmere Rovers. Tegenwoordig is hij een van de veldtrainers van Chester City.

## Clubcarrière

### Bolton Wanderers
Op 20-jarige leeftijd werd Jason McAteer pas voor het eerst gespot door een professionele voetbalclub. Destijds speelde hij bij de amateurs van Marine FC. Alhoewel hij al in het seizoen 1991/1992 een contract tekende bij de Bolton Wanderers, kwam hij er toen nog niet in actie. Het seizoen erop werd hij wel belangrijk voor de club en zou hij al meer dan twintig wedstrijden voor de Wanderers spelen. Onder andere dankzij McAteer promoveerde Bolton dat seizoen van de League Two naar de League One, de op een na hoogste competitie in Engeland. In het jaargang 1994/1995 promoveerde McAteer samen met Bolton zelfs naar de Premier League. Ondanks dat ze achter Reading FC waren geëindigd in de competitie, dwongen ze toch promotie af, omdat ze deze club in de play-off finale versloegen. Dat seizoen haalde Bolton Wanderers ook de finale van de League Cup, waarin de Nederland Richard Sneekes ook voor Bolton meespeelde. In de finale werd echter verloren van Liverpool F.C., met 2-1. Het seizoen erop speelde Jason McAteer slechts vier wedstrijden voor Bolton Wanderers. Al snel zou hij namelijk overgenomen worden door een Engelse topclub. Voor Bolton Wanderers speelde Jason McAteer een totaal van 114 competitiewedstrijden. Daarin wisten zijn inzetten acht maal de doellijn te passeren.

### Liverpool
Aan het begin van het seizoen 1995/1996 nam Liverpool F.C. Jason McAteer voor 4,5 miljoen pond over van Bolton Wanderers. Nadat hij met Bolton tegen Liverpool in de finale van de League Cup had gespeeld, had hij zo'n goede indruk op het management van Liverpool achtergelaten, dat ze hem wilden contracteren. Al snel groeide McAteer bij Liverpool uit tot een vaste kracht. Zijn prestaties werden echter overschaduwd door zijn gedrag samen met dat van zijn collega's Steve McManaman, Robbie Fowler, Stan Collymore, Jamie Redknapp en David James. Ondanks dat het geen succesvolle periode was voor Liverpool - gedurende McAteers verblijf bij de club werden geen prijzen gewonnen en was de hoogste notering in de Premier League de derde plaats - gedroegen zij zich wel als echte sterren. Ze werden er van beticht over te lopen van talent, maar deze niet op het veld te gebruiken. Vanwege deze aantijgingen werd McAteer dan ook samen met zijn collega's de Spice Boys genoemd, een verwijzing naar de populaire Engelse girlgroup The Spice Girls. Na het seizoen 1996/1997 kwam Jason McAteer steeds minder aan spelen toe bij Liverpool. Daarom werd hij dan ook in de tweede helft van het seizoen 1998/1999 verkocht. Voor Liverpool scoorde McAteer drie keer in 100 competitiewedstrijden.

### Blackburn Rovers
De nieuwe club waar Jason McAteer halverwege het seizoen 1998/1999 kwam te spelen was Blackburn Rovers. De kampioen van 1995 was in de jaren sindsdien afgegleden tot een plek in de middenmoot. In 1999, een half jaar nadat McAteer een contract bij de club had getekend, eindigde het zelfs als negentiende in de Premier League, waardoor de club verplicht was te degraderen naar de First Division. Twee jaar later pas dwong McAteer samen met Blackburn weer promotie af naar de Premier League. In 2001 werd de club namelijk tweede, achter Fulham FC, in de First Division. In het nieuwe seizoen in de Premier League zou McAteer echter maar vier wedstrijden voor de Rovers spelen. Daarna tekende hij een contract bij een andere club dat op hetzelfde niveau uitkwam. Voor Blackburn Rovers speelde Jason McAteer in totaal 72 competitiewedstrijden. Daarin wist hij vier keer het net te vinden.

### Sunderland
In 2001 tekende Jason McAteer een contract bij Sunderland AFC. Daar kwam hij onder andere samen te spelen met Thomas Sørensen, Kevin Phillips, George McCartney en zijn landgenoot Kevin Kilbane. Alhoewel hij in zijn eerste seizoen nog veel speelde voor Sunderland, werd het daarna steeds minder. Dit kwam vooral door blessures. In het seizoen 2002/2003 kwam hij hierdoor slechts negen keer in actie en kon het zo niet verhelpen dat Sunderland degradeerde. Opnieuw was McAteer gedoemd om een seizoen door te brengen op het tweede niveau van Engeland. Dat seizoen, 2003/2004, zou zijn laatste bij Sunderland blijken te zijn. Alhoewel hij wel nog meespeelde in de promotie play-offs tegen Crystal Palace, die verloren gingen, en de aanvoerder was van het team, werd hij daarna een vrije speler. Voor Sunderland scoorde Jason McAteer in 53 wedstrijden vijf keer.

### Tranmere Rovers
Na zijn vertrek bij Sunderland tekende Jason McAteer een contract bij het kleine Tranmere Rovers, een club vlak bij zijn geboortestad Birkenhead. Dit gebeurde in 2004. Die club speelde toen in de League One, het derde niveau van het Engelse voetbal. Na in zijn eerste seizoen derde te zijn geworden in de competitie, werden er daarna geen opvallende resultaten meer behaald. De twee seizoen daarop speelde de club namelijk kleurloos in de middenmoot van de League One. In 2007 besloot hij een punt achter zijn carrière te zetten, nadat zijn contract niet verlengd werd door Tranmere. Voor deze club speelde Jason McAteer 81 wedstrijden. Daarin was hij verantwoordelijk voor vier doelpunten.

## Interlandcarrière
Als speler van de Bolton Wanderers werd McAteer in 1994 voor het eerst opgeroepen voor het nationale elftal van Ierland. Onder leiding van de legendarische bondscoach Jack Charlton maakte hij zijn debuut op 23 maart 1994 in de vriendschappelijke thuiswedstrijd tegen Rusland (0-0) in Dublin, net als Gary Kelly (Leeds United) en Phil Babb (Coventry City). Nog datzelfde jaar mocht McAteer mee naar het WK, dat gehouden werd in de Verenigde Staten van Amerika. Hij speelde dat toernooi in alle poulewedstrijden mee. Daarnaast kwam hij in de achtste finale in actie tegen het Nederlands Elftal. In de 63ste verving McAteer toen Steve Staunton. Hij kon echter niet verhelpen dat Ierland deze wedstrijd met 2-0 verloor, door doelpunten van Wim Jonk en Dennis Bergkamp. Later zou hij nog twee keer tegen het Nederlands Elftal spelen. Dit was naar aanleiding van de kwalificatiewedstrijden voor het WK 2002. Vooral de tweede wedstrijd was McAteer belangrijk voor Ierland. Toen maakte hij het enige doelpunt van de wedstrijd. Doordat Nederland de wedstrijd verloor, ging Ierland in navolging van Portugal naar het WK, en tot verrassing van velen bleef Nederland de zomer thuis. Door blessureleed speelde hij weinig na zijn tweede WK-deelname. Één daarvan was een gebroken neus, opgelopen in een confrontatie met landgenoot Roy Keane. In 2004 speelde McAteer zijn laatste interland voor Ierland. In totaal scoorde hij drie keer in 52 wedstrijden voor zijn vaderland.
| Interlands van Jason McAteer voor Ierland | Interlands van Jason McAteer voor Ierland | Interlands van Jason McAteer voor Ierland | Interlands van Jason McAteer voor Ierland | Interlands van Jason McAteer voor Ierland | Interlands van Jason McAteer voor Ierland |
| №                                         | Datum                                     | Wedstrijd                                 | Uitslag                                   | Competitie                                | Goals                                     |
| Als speler van Bolton Wanderers FC        | Als speler van Bolton Wanderers FC        | Als speler van Bolton Wanderers FC        | Als speler van Bolton Wanderers FC        | Als speler van Bolton Wanderers FC        | Als speler van Bolton Wanderers FC        |
| ----------------------------------------- | ----------------------------------------- | ----------------------------------------- | ----------------------------------------- | ----------------------------------------- | ----------------------------------------- |
| 1                                         | 23.03.1994                                | Ierland – Rusland                         | 0 – 0                                     | Oefeninterland                            |                                           |
| 2                                         | 20.04.1994                                | Nederland – Ierland                       | 0 – 1                                     | Oefeninterland                            |                                           |
| 3                                         | 24.05.1994                                | Ierland – Bolivia                         | 1 – 0                                     | Oefeninterland                            |                                           |
| 4                                         | 28.05.1994                                | Duitsland – Ierland                       | 0 – 2                                     | Oefeninterland                            |                                           |
| 5                                         | 05.06.1994                                | Ierland – Tsjechië                        | 1 – 3                                     | Oefeninterland                            |                                           |
| 6                                         | 18.06.1994                                | Italië – Ierland                          | 0 – 1                                     | WK-eindronde                              |                                           |
| 7                                         | 24.06.1994                                | Mexico – Ierland                          | 2 – 1                                     | WK-eindronde                              |                                           |
| 8                                         | 28.06.1994                                | Ierland – Noorwegen                       | 0 – 0                                     | WK-eindronde                              |                                           |
| 9                                         | 04.07.1994                                | Nederland – Ierland                       | 2 – 0                                     | WK-eindronde                              |                                           |
| 10                                        | 07.09.1994                                | Letland – Ierland                         | 0 – 3                                     | EK-kwalificatie                           |                                           |
| 11                                        | 12.10.1994                                | Ierland – Liechtenstein                   | 4 – 0                                     | EK-kwalificatie                           |                                           |
| 12                                        | 16.11.1994                                | Noord-Ierland – Ierland                   | 0 – 4                                     | EK-kwalificatie                           |                                           |
| 13                                        | 29.03.1995                                | Ierland – Noord-Ierland                   | 1 – 1                                     | EK-kwalificatie                           |                                           |
| 14                                        | 03.06.1995                                | Liechtenstein – Ierland                   | 0 – 0                                     | EK-kwalificatie                           |                                           |
| Als speler van Liverpool FC               |                                           |                                           |                                           |                                           |                                           |
| 15                                        | 11.10.1995                                | Ierland – Letland                         | 2 – 1                                     | EK-kwalificatie                           |                                           |
| 16                                        | 15.11.1995                                | Portugal – Ierland                        | 3 – 0                                     | EK-kwalificatie                           |                                           |
| 17                                        | 13 Dec 1995                               | Nederland – Ierland                       | 2 – 0                                     | EK-kwalificatie                           |                                           |
| 18                                        | 27.03.1996                                | Ierland – Rusland                         | 0 – 2                                     | Oefeninterland                            |                                           |
| 19                                        | 09.10.1996                                | Ierland – Macedonië                       | 3 – 0                                     | WK-kwalificatie                           | Goal                                      |
| 20                                        | 10.11.1996                                | Ierland – IJsland                         | 0 – 0                                     | WK-kwalificatie                           |                                           |
| 21                                        | 11.02.1997                                | Wales – Ierland                           | 0 – 0                                     | Oefeninterland                            |                                           |
| 22                                        | 02.04.1997                                | Macedonië – Ierland                       | 3 – 2                                     | WK-kwalificatie                           |                                           |
| 23                                        | 06.09.1997                                | IJsland – Ierland                         | 2 – 4                                     | WK-kwalificatie                           |                                           |
| 24                                        | 10.09.1997                                | Litouwen – Ierland                        | 1 – 2                                     | WK-kwalificatie                           |                                           |
| 25                                        | 11.10.1997                                | Ierland – Roemenië                        | 1 – 1                                     | WK-kwalificatie                           |                                           |
| 26                                        | 06.09.1998                                | Ierland – Kroatië                         | 2 – 0                                     | EK-kwalificatie                           |                                           |
| 27                                        | 14.10.1998                                | Ierland – Malta                           | 5 – 0                                     | EK-kwalificatie                           |                                           |
| 28                                        | 18.11.1998                                | Joegoslavië – Ierland                     | 1 – 0                                     | EK-kwalificatie                           |                                           |
| Als speler van Blackburn Rovers FC        |                                           |                                           |                                           |                                           |                                           |
| 29                                        | 10.02.1999                                | Ierland – Paraguay                        | 2 – 0                                     | Oefeninterland                            |                                           |
| 30                                        | 28.04.1999                                | Ierland – Zweden                          | 2 – 0                                     | Oefeninterland                            |                                           |
| 31                                        | 23.02.2000                                | Ierland – Tsjechië                        | 3 – 2                                     | Oefeninterland                            |                                           |
| 32                                        | 30.05.2000                                | Ierland – Schotland                       | 1 – 2                                     | Oefeninterland                            |                                           |
| 33                                        | 04.06.2000                                | Ierland – Mexico                          | 2 – 2                                     | US Nike Cup                               |                                           |
| 34                                        | 06.06.2000                                | Verenigde Staten – Ierland                | 1 – 1                                     | US Nike Cup                               |                                           |
| 35                                        | 11.06.2000                                | Ierland – Zuid-Afrika                     | 2 – 1                                     | US Nike Cup                               |                                           |
| 36                                        | 02.09.2000                                | Nederland – Ierland                       | 2 – 2                                     | WK-kwalificatie                           | Goal                                      |
| 37                                        | 07.10.2000                                | Portugal – Ierland                        | 1 – 1                                     | WK-kwalificatie                           |                                           |
| 38                                        | 11.10.2000                                | Ierland – Estland                         | 2 – 0                                     | WK-kwalificatie                           |                                           |
| 39                                        | 15.11.2000                                | Ierland – Finland                         | 3 – 0                                     | Oefeninterland                            |                                           |
| 40                                        | 24.03.2001                                | Cyprus – Ierland                          | 0 – 4                                     | WK-kwalificatie                           |                                           |
| 41                                        | 15.08.2001                                | Ierland – Kroatië                         | 2 – 2                                     | Oefeninterland                            |                                           |
| 42                                        | 01.09.2001                                | Ierland – Nederland                       | 1 – 0                                     | WK-kwalificatie                           | Goal                                      |
| Als speler van Sunderland AFC             |                                           |                                           |                                           |                                           |                                           |
| 43                                        | 10.11.2001                                | Ierland – Iran                            | 2 – 0                                     | WK-kwalificatie                           |                                           |
| 44                                        | 15.11.2001                                | Iran – Ierland                            | 1 – 0                                     | WK-kwalificatie                           |                                           |
| 45                                        | 13.02.2002                                | Ierland – Rusland                         | 2 – 0                                     | Oefeninterland                            |                                           |
| 46                                        | 27.03.2002                                | Ierland – Denemarken                      | 3 – 0                                     | Oefeninterland                            |                                           |
| 47                                        | 16.05.2002                                | Ierland – Nigeria                         | 1 – 2                                     | Oefeninterland                            |                                           |
| 48                                        | 01.06.2002                                | Ierland – Kameroen                        | 1 – 1                                     | WK-eindronde                              |                                           |
| 49                                        | 11.06.2002                                | Saoedi-Arabië – Ierland                   | 0 – 3                                     | WK-eindronde                              |                                           |
| 50                                        | 21.08.2002                                | Finland – Ierland                         | 0 – 3                                     | Oefeninterland                            | Aanvoerder                                |
| 51                                        | 07.09.2002                                | Rusland – Ierland                         | 4 – 2                                     | EK-kwalificatie                           |                                           |
| 52                                        | 18.02.2004                                | Ierland – Brazilië                        | 0 – 0                                     | Oefeninterland                            |                                           |

## Erelijst
- Vice-kampioen League Cup: 1995 (Bolton Wanderers)
- Promotie naar de Premier League: 1995 (Bolton Wanderers), 2001 (Blackburn Rovers)

## Privé
McAteer komt uit een befaamde boksfamilie; hij is de neef van twee voormalige Britse kampioenen in het middengewicht, Pat en Les McAteer.